# Trapene socken
Trapene socken (lettiska: Trapenes pagasts) är ett administrativt område i Ape kommun i Lettland.